# Skavtski center Andreis
Skavtski center Andreis, Italijansko: Base Scout di Andreis »Ezio Migotto«, je regionalno središče Italijanskih skavtov in skavtinj Furlanije - Julijske Krajine (združenja AGESCI), v Furlanskih dolomitih, najbližje naselje je Andreis, ki je tudi sedež občine.

## Opis in kapacitete
Skavtski center Andreis sestavlja hiša s pomožnimi objekti in taborni prostor v neposredni okolici.
Hiša ima 24 ležišč, sprejme pa lahko do 35 oseb. Ima opremljeno kuhinjo za 50 oseb, 3 kopalnice, električno in vodovodno napeljavo ter večji skupni prostor (dvorano), do katere je neposreden dostop iz zadnje strani objekta, prilagojen tudi za gibalno ovirane osebe. Hiša je ogrevana s tremi pečmi na drva in/ali z električnimi radiatorji. V sosednjem nekdanjem hlevu (it. stavolo, fur. staulîr, stali) je še ena kopalnica z dvema WC. V ločeni drvarnici je delavnica z orodjem za nujna popravila, prostor za pripravo kurjave, na strehi objekta pa so fotovoltaični paneli za oskrbo z elektriko.
V neposredni bližini je tudi velik leseni paviljon, površine 60 m2, opremljen z mizami in sedeži, ki lahko sprejme do 200 oseb. Namenjen je skupnim aktivnostim, tudi za primer slabega vremena.
Taborni prostor poleg šotorišča, urejenega prostora ob ognju in za taborni jambor obsega še velik travnik, namenjen in urejen za igro ter aktivnosti na prostem. Skupno 5 hektarjev pripadajočega zemljišča med rečico Spiçot in potokom Alba je deloma travnik in deloma gozd.

## Zgodovina
Katastrofalen potres je 6. maja 1976 prizadel celotno Furlanijo in tudi okoliške regije. Nastale krizne razmere so aktivirale solidarnost do tistih, ki so izgubili vse imetje, ne samo v Italiji, ampak tudi v tujini. Švicarsko skavtsko združenje L'Associaton Genevoise des Eclaireurs Suisse, je organiziralo nabirko, namenjeno skavtom na prizadetem območju. Istočasno je deželno vodstvo AGESCI za Furlanijo - Julijsko krajino švicarskim skavtom predlagalo, da bi združenje na nek način pripomoglo k popotresni obnovi prizadetega območja, in to z nakupom zemljišča za regionalni skavtski center. Po potrditvi pobude se je leta 1978 pričelo iskanje primerne lokacije po Furlaniji, dokler je niso našli v bližini zaselka Bosplans pri Andreisu. Tam je bilo vse potrebno za skavtske aktivnosti, potok, travniki, gozd in zelo propadajoča tradicionalna kmečka stavba, stara več kot 200 let, katere spodnji del je bil nenaseljen skoraj 20 let. Ni bilo za sedanjo rabo nujno potrebnih priključkov: vode, elektrike, kanalizacije, razen dovoza. Leta 1985 je bila sklenjena kupna pogodba in lahko so se pričela urejevalna dela v okolici ter priprava projekta za prezidavo. Otvoritev prenovljenega objekta je bila 16. septembra 1990.

## Namen in aktivnosti
Skavtski center Andreis je v prvi vrsti namenjen skavtom, za taborne šole, tečaje za vodnike, poletne tabore, skavtske šole življenja v naravi in podobno. Zaradi svoje lokacije na 484 mnm, nad dolino med vrhovi Corta, Castello in Raut, ob meji s krajinskim parkom Furlanskih dolomitov, je idealen za organizacijo aktivnosti:
- različna izobraževanja,
- tabore in naravoslovne projekte, temelječe na okoljski vzgoji in delu z mladimi,
- okoljske dneve za šolske skupine, srednje šole, tudi v sodelovanju z krajinskim parkom;
- aktivnosti namenjene spoznavanju, odkrivanju in doživljanju narave.

Tudi lokalna skupnost (Občina Andreis) je skozi leta spoznala v skavtskem centru primer pozitivne prakse na sicer demografsko ogroženem območju. Že vrsto let se sredi maja organizira praznik prve košnje (Prin Tài de fen), z različnimi aktivnostmi, ki združujejo skavte, njihove družine, prijatelje ter domačine.

## Naravne danosti in znamenitosti v okolici
- zgodovinska vasica Andreis
- razglednik Sot Bisquòtes
- slap Pišulanda di Nalbìns
- cerkvica Maria Regina dei Monti
- krajinski park Parco Naturale Dolomiti Friulane

## Lokacija in dostop
Iz Pordenona vodi državna cesta 251  do Montereale Valcellina, in po vožnji skozi 4 km dolg predor je potrebno na desni strani slediti oznakam za Andreis, po dveh kilometrih pa za Bosplans. Čez približno kilometer in pol je na levi strani makadamski dovoz do potoka Alba (manjše parkirišče). Čez potok je speljana brv. Center na drugem bregu je oddaljen okoli 100 m zložne hoje.